# Powierzchnie sterowe

Rys. 1. Sterowanie płatowcem za pomocą drążka sterowego (B) i orczyka (nieoznaczone, pojawiają się pod koniec animacji)

Rys. 2. Powierzchnie sterowe skrzydła
1. Winglet
2. Lotki małych prędkości
3. Lotki dużych prędkości
4. Owiewka
5. Klapa noskowa Krügera
6. Skrzela (sloty)
7. Klapy wewnętrzne trójszczelinowe
8. Klapy zewnętrzne trójszczelinowe
9. Spojler
10. Hamulce aerodynamiczne

Powierzchnie sterowe – ruchome elementy zewnętrzne statku powietrznego bądź statku kosmicznego pozwalające na sterowanie jego lotem. Zmieniając kierunek przepływu strumienia powietrza zmieniają siły i momenty aerodynamiczne, powodując obrót względem osi wzdłużnej, poprzecznej i pionowej samolotu.

## Budowa
Do głównych powierzchni sterowych należą: 
- lotki, mające najczęściej postać wychylnych fragmentów tylnej zewnętrznej części skrzydła  (Rys. 1. A, Rys.2. 2 i 3) umożliwiają przechylanie samolotu w lewo lub w prawo, czyli wprowadzanie go w zakręt, lub nawet obracanie się wokół osi podłużnej. Zmiany ich położenia dokonuje się przez wychylenie drążka sterowego w prawo lub lewo, bądź przez skręcenie wolantu w odpowiednim kierunku. Jedna lotka wychyla się w górę, zmniejszając siłę nośną, druga lotka jednocześnie wychyla się w dół, zwiększając siłę nośną. Jeżeli dokonamy przechylenia drążka w lewo, lewa lotka podniesie się a prawa opuści, samolot przechyli się w lewo i zacznie wykonywać zakręt w lewo, najczęściej tak zwany nieskoordynowany zakręt, koordynacja polega na odpowiednim wychyleniu steru kierunku, ale zależy to od typu samolotu i jego właściwości z punktu widzenia reakcji na sterowanie. Podobnie od właściwości danego typu samolotu zależy jego zachowanie po powrocie lotek w położenie neutralne. Wychylenie lotek może również powodować początkowo obrót wokół osi pionowej (odchylenie) w kierunku przeciwnym do pochylenia, takie działanie lotek zachodzi w przypadku niektórych szybowców ze względu na dużą rozpiętość ich skrzydeł.
- ster wysokości – wychylne fragmenty tylnej części statecznika poziomego znajdującego się w tylnej, ogonowej części kadłuba (bądź w przedniej, układ kaczki, jednak zasada działania jest wtedy odwrotna od opisywanej tutaj) (Rys. 1. C).
Wychylenie steru wysokości może powodować obrót względem osi poprzecznej (pochylanie) i zmianę toru lotu lub zmianę kąta natarcia. Podniesienia steru wysokości dokonuje się przez ściągnięcie drążka albo wolantu do siebie, a opuszczenia przez popchnięcie przed siebie. Podniesienie steru wysokości, w układzie klasycznym, powoduje opuszczenie części ogonowej.
- ster kierunku – wychylny fragment statecznika pionowego kierunku zwykle w tylnej (ogonowej) części kadłuba samolotu  (Rys. 1. D). Wpływa na obrót samolotu względem osi pionowej i wraz z odpowiednio synchronizowanym wychyleniem lotek służy do poprawnego wykonania zakrętu. Do sterowania sterem kierunku służy orczyk lub odpowiednio sprzęgnięte z napędem steru pedały.

Na rysunku 1 duża czerwona strzałka wskazuje, w którą stronę drążek jest aktualnie przechylany. Małe zielone strzałki pokazują sposób wychylenia odpowiednich powierzchni sterowych oraz wskazują kierunek sił działających na linkę. Zagięcia linek należy traktować tak, jakby znajdowały się tam bloczki, pozwalające odpowiednio prowadzić linki. Jest to ilustracja schematyczna, ale uniwersalna, taki sposób (za pomocą linek) stosowany jest głównie w lekkich konstrukcjach, w większych ruchy drążka są przekazywane na powierzchnie sterowe za pośrednictwem odpowiednich wzmacniaczy hydraulicznych lub elektromechanicznych. W niektórych samolotach stosowane są już od kilkudziesięciu lat (np. wojskowych F-16, lub w samolotach cywilnych Airbus) systemy sterowania fly by wire, gdzie ruchy drążka (joysticka) czy wolantu i pedałów stanowią tylko informacje dla komputera, który realizuje intencje pilota zgodnie ze zoptymalizowanymi dla danej sytuacji prawami sterowania.
Opisywane w tym artykule układy i powierzchnie sterujące dotyczą klasycznej konfiguracji samolotów. Obiekty o innej konstrukcji mogą zawierać inne elementy sterujące, bądź te same, ale ustawione w innej konfiguracji.
Odmienne zasady dotyczą obiektów z wirnikiem jak śmigłowce i wiatrakowce.

## Osie obrotu a powierzchnie sterowe

Rys. 3. Ruchy kątowe samolotu

Wyróżnia się trzy ruchy obrotowe samolotu, względem trzech wzajemnie prostopadłych osi układu współrzędnych, związanego z samolotem:
- przechylenie (ang. roll), czyli ruch wokół osi biegnącej wzdłuż samolotu, uzyskiwany głównie za pomocą lotek; na rysunku 1 jest to pierwsza część animacji (ruch drążka w lewo); przechylenie następuje na skutek zwiększenia siły nośnej na jednym z płatów (lewym lub prawym) a zmniejszenia na przeciwnym; na ruch ten częściowy wpływ ma również ster kierunku.
- pochylenie (ang. pitch), czyli obrót wokół osi poprzecznej, na rysunku 1 jest to środkowa część animacji, kiedy drążek odchylany jest do tyłu, a przez to odchyleniu do góry ulega ster wysokości, w ten sposób część ogonowa ulega obniżeniu, co powoduje ustawienie samolotu w pozycję wznoszenia;
- odchylenie (ang. yaw), czyli obrót wokół osi pionowej, uzyskiwany przez zmianę położenia steru kierunku, dokonywanej za pomocą orczyka lub pedałów, który pojawia się w ostatniej fazie animacji (rys. 1). Wciśnięcie prawego pedału orczyka powoduje wychylenie steru kierunku w prawo i odchylenie kursu również w prawo (na rys. 1 ta część została błędnie przedstawiona). Częściowo na ten ruch mają również wpływ lotki.

Te podstawowe zmiany położenia obrazowane są na rysunku 1 przez animowaną miniaturkę samolotu w lewym dolnym rogu.
Obroty dokonywane są względem środka ciężkości.

## Galeria

Działanie lotek
Działanie steru wysokości
Działanie steru kierunku